# Eurhinosaurus
L'eurinosauro (Eurhinosaurus) è un genere di rettile marino estinto, appartenente al gruppo degli ittiosauri e vissuto nel Giurassico inferiore (circa 190 milioni di anni fa). I suoi resti sono stati rinvenuti in Germania.

## Un rettile "pesce spada"

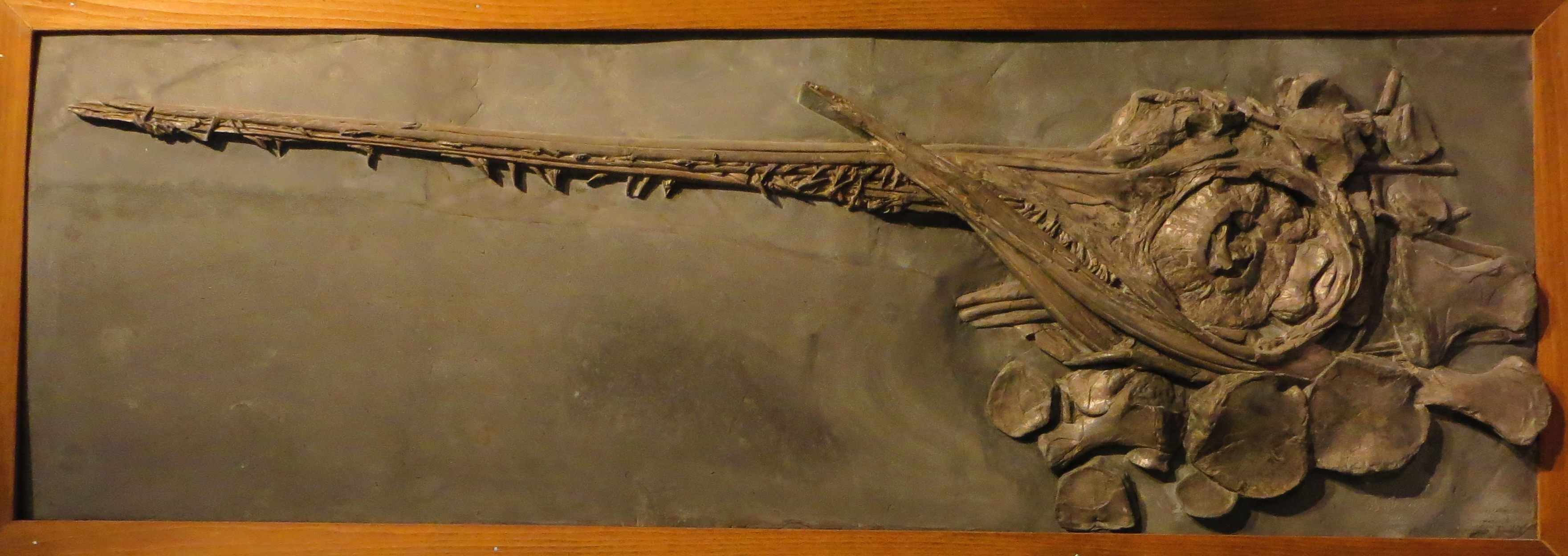
Cranio di Eurhinosaurus longirostris

Come tutti gli ittiosauri, questo animale era dotato di un corpo che, per uno straordinario fenomeno di convergenza evolutiva, era molto simile a quello dei pesci e dei delfini. La particolarità dell'eurinosauro, però, era data dal muso, allungato nella parte superiore a formare una sorta di "spada", la cui lunghezza era il doppio della mandibola, proprio come nell'odierno pesce spada (Xiphias gladius) e nei pesci vela (Istiophoridae). La mascella superiore estremamente allungata, contrariamente ai pesci spada, era dotata fino al termine del muso di molti denti conici. Probabilmente questa struttura non serviva a cacciare nei banchi di pesci, ma piuttosto ad aumentare la già elevata idrodinamicità dell'animale. Il nome significa "lucertola dal naso ben sviluppato". Dal momento che alcuni denti sembrerebbero puntare infuori rispetto ala mascella, alcuni scienziati pensano che l'eurinosauro usasse il suo rostro come quello del pesce sega attuale (Pristis pristis), "setacciando" il fondale marino alla ricerca di piccoli animali. Curiosamente, anche alcuni cetacei del Miocene, tra cui Eurhinodelphis, svilupparono una struttura simile.
Il corpo dell'eurinosauro, altresì, era affusolato e la coda possedeva una grande pinna a mezzaluna, anche se non così incurvata come supposto in precedenza. Le pinne anteriori di questo animale, poi, erano straordinariamente allungate e rappresentano un caso estremo di plurifalangia (aumento delle falangi nelle dita). La lunghezza dell'eurinosauro si aggirava intorno a due - tre metri. In Inghilterra sono stati rinvenuti i resti di un animale simile, ma dotato di una "spada" più corta, denominato Excalibosaurus. Può darsi che questo animale rappresentasse un antenato dell'Eurhinosaurus.